# Горы Секки
Горы Секки (лат. Montes Secchi) — горный хребет на видимой стороне Луны, разделяющий Море Спокойствия и Море Изобилия. Расположен в районе, ограниченном координатами 2,0° — 3,5 ° с. ш., 42,7° — 43,6° в. д. (координаты центра — 2°43′ с. ш. 43°10′ в. д. / 2,72° с. ш. 43,17° в. д.). На северо-востоке от гор находится кратер Тарунций.
Горы Секки названы по близлежащему кратеру Секки, который, в свою очередь, получил имя итальянского священника и астронома, директора обсерватории Папского Григорианского университета, Анджело Пьетро Секки (1818—1878). Название гор было утверждено Международным астрономическим союзом в 1976 году.

## Описание

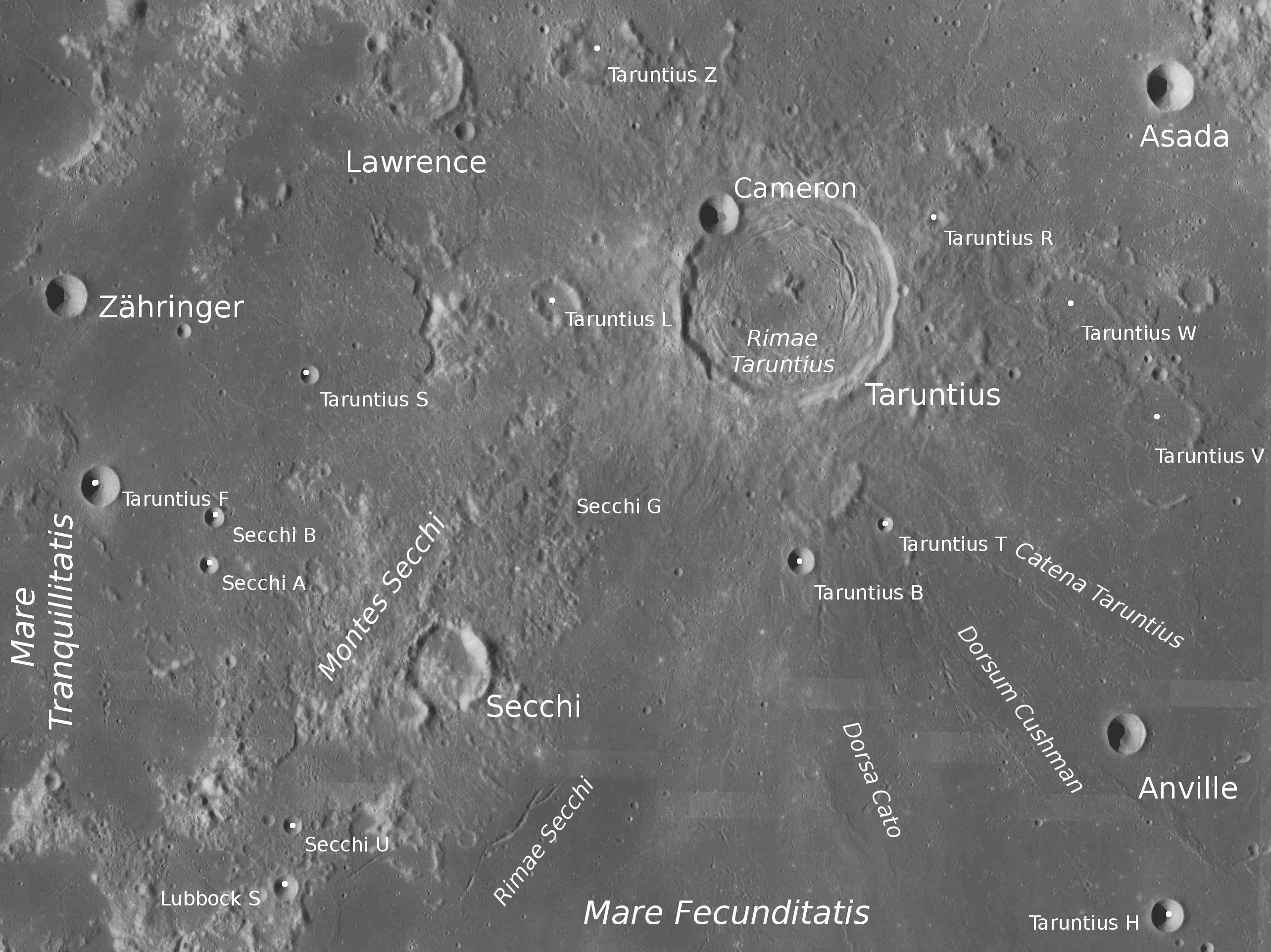
Снимок зонда Lunar Reconnaissance Orbiter.

Горы ориентированы в направлении юго-запад — северо-восток и пересекают северо-западную часть внешнего вала кратера Секки, от которого и получили своё название. На юге от кратера располагаются борозды Секки. Горы имеют ряд пиков, обозначенных буквами греческого алфавита Ι (Йота), Χ (Хи), Θ (Тета) Η (Эта), из которых наибольшую высоту имеет пик Тета, видимый на приведенном снимке как треугольный выступ на западе от гор. С 1973 года эти символы убраны с карт Международного астрономического союза и на сегодняшний день границы гор не имеют четкого определения. Упомянутые пики имеют пологие склоны, вследствие чего не отбрасывают значительных теней и довольно плохо различимы при наблюдениях. Горы невысоки и являются скорее холмами. Это возвышающиеся над морской лавой остатки материковой области, разделяющей бассейны Моря Спокойствия и Моря Изобилия.

## Неофициальные названия
Во время полета Аполлона-10 — генеральной репетиции предстоящей высадки на Луну экипажем Аполлона-11, для удобства ориентирования и общения с центром управления полетом астронавты Аполлона-10 дали неофициальные названия некоторым геологическим структурам на Луне в районе посадочного курса к запланированному месту посадки в Море Спокойствия, в том числе и в районе гор Секки. Сами горы получили название «хребет Аполлона», борозды Секки именовались «борозды Аполлона», пик Тета был назван астронавтом Джимом Ловеллом «горой Мэрилин» в честь своей жены. Кратер, с которого на приведенном снимке начинается надпись Montes, получил название «Копченый бассейн» (официальное название — Лаббок S). Долина, начинающаяся от следующего к юго-западу кратера (Лаббок P), получила название «Копченая долина». Кратер, видимый на снимке над литерой «Е» в названии Mare Fecundidatis, получил имя «Потерянный кратер» (официальное название Секки X).